# Agustín Bona
Dante Agustín Bona (n. Puerto Madryn, Chubut, Argentina; 26 de abril de 1991) es un futbolista Italo/Argentino. Juega de delantero y su equipo actual es Club Comacchiese 2015 del Torneo Italiano Eccelenza | Italia.

## Trayectoria
Se inició en las inferiores del Club Renato Cesarini de Rosario. En 2008 debuta oficialmente con La Plata F.C. de la mano del técnico Ángel Di Cianí. Luego pasaría por Guillermo Brown de Madryn, donde formó parte del primer plantel con apenas 17 años de edad. En 2010 le salió una oportunidad de jugar con el CF Brăila de Rumanía, donde debutaría el 13 de noviembre en el empate 1-1 ante Juventus Bucureşti.
A su salida del fútbol rumano, Bona pasaría al Tianjin Teda de China, pero en este club no tuvo participación deseada y regresó a la Argentina. A su regreso a su país natal, disputó un par de temporadas en clubes del Torneo Argentino A y Torneo Argentino B. En 2013 parte al fútbol ecuatoriano para defender los colores del Imbabura Sporting Club, donde disputó 8 partidos y anotó 2 goles en el Campeonato Ecuatoriano de Fútbol Serie B 2013. Posteriormente tendría pasos breves por la segunda división de Bolivia y Honduras. El 7 de mayo de 2015 reforzó el plantel de Belgrano de Paraná.

## Clubes
| Club                   | País      | Año    |
| ---------------------- | --------- | ------ |
| La Plata F.C.          | Argentina | 2008   |
| CF Brăila              | Rumania   | 2010   |
| Tianjin Teda           | China     | 2011   |
| San Telmo              | Argentina | 2011   |
| Universidad Cruceña    | Bolivia   | 2013   |
| Yoro F.C.              | Honduras  | 2014   |
| Club Deportivo Jocotan | Guatemala | 2017   |
| Club Deportivo Madryn  | Argentina | 2018   |
| Sportivo Rivadavia     | Argentina | 2018 - |
| Alianza de Guano       | Ecuador   | 2019   |
| Altos Hornos Zapla     | Argentina | 2020   |
| Club Pujato            | Argentina | 2022   |
| Comacchiese 2015       | Italia    | 2023   |

### Estadísticas
| Club                               | Temporada | Liga  | Liga  | Copa Nacional | Copa Nacional | Copa Internacional | Copa Internacional | Total | Total |
| Club                               | Temporada | Part. | Goles | Part.         | Goles         | Part.              | Goles              | Part. | Goles |
| ---------------------------------- | --------- | ----- | ----- | ------------- | ------------- | ------------------ | ------------------ | ----- | ----- |
| La Plata F.C. Argentina            | 2008      | 3     | 0     | -             | -             | -                  | -                  | 3     | 0     |
| La Plata F.C. Argentina            | Total     | 3     |       |               |               |                    |                    |       |       |
| CF Brăila · Rumania                | 2010-2011 | 1     | 0     | 3             | 1             | -                  | -                  | 4     | 1     |
| CF Brăila · Rumania                | Total     | 1     | 0     | 3             | 1             | 0                  | 0                  | 4     | 1     |
| San Telmo Argentina                | 2011      | 20    | 9     | -             | -             | -                  | -                  | 20    | 9     |
| San Telmo Argentina                | Total     | 20    | 9     | 0             | 0             | 0                  | 0                  | 20    | 9     |
| Tianjin Teda China                 | 2012      | 0     | 0     | -             | -             | -                  | -                  | 0     | 0     |
| Tianjin Teda China                 | Total     | 0     | 0     | 0             | 0             | 0                  | 0                  | 0     | 0     |
| Universidad Cruceña · Bolivia      | 2013      | 8     | 4     | -             | -             | -                  | -                  | 8     | 4     |
| Universidad Cruceña · Bolivia      | Total     | 8     | 4     | 0             | 0             | 0                  | 0                  | 8     | 4     |
| Yoro F.C. Honduras                 | 2014      | 12    | 4     | -             | -             | -                  | -                  | 12    | 4     |
| Yoro F.C. Honduras                 | Total     | 12    | 4     | 0             | 0             | 0                  | 0                  | 12    | 4     |
| Club Deportivo Jocotan · Guatemala | 2017      | 12    | 4     | -             | -             | -                  | -                  | 12    | 4     |
| Club Deportivo Jocotan · Guatemala | Total     | 12    | 4     | 0             | 0             | 0                  | 0                  | 12    | 4     |
| Club Deportivo Madryn Argentina    | 2018      | 3     | 0     | -             | -             | -                  | -                  | 3     | 0     |
| Club Deportivo Madryn Argentina    | Total     | 3     | 0     | 0             | 0             | 0                  | 0                  | 3     | 0     |
| Club Sportivo Rivadavia Argentina  | 2019      | 12    | 5     | -             | -             | -                  | -                  | 12    | 5     |
| Club Sportivo Rivadavia Argentina  | Total     | 12    | 5     | 0             | 0             | 0                  | 0                  | 12    | 5     |
| Alianza Guano · Ecuador            | 2019      | 5     | 0     | -             | -             | -                  | -                  | 5     | 0     |
| Alianza Guano · Ecuador            | Total     | 5     |       |               |               |                    |                    |       |       |
| Altos Hornos Zapla Argentina       | 2020      | 8     | 3     | -             | -             | -                  | -                  | 8     | 3     |
| Altos Hornos Zapla Argentina       | Total     | 8     |       |               |               |                    |                    |       |       |
| Club Atletico Pujato Argentina     | 2008      | 12    | 5     | -             | -             | -                  | -                  | 12    | 5     |
| Club Atletico Pujato Argentina     | Total     | 12    |       |               |               |                    |                    |       |       |
| Club Comacchiese 2015 · Italia     | 2008      | 4     | 0     | -             | -             | -                  | -                  | 4     | 0     |
| Club Comacchiese 2015 · Italia     | Total     | 4     |       |               |               |                    |                    |       |       |
|                                    |           |       |       |               |               |                    |                    |       |       |
| total carrera                      | 110       | 40    | 3     | 1             | -             | -                  | 110                | 40    |       |